# Nicolás Patiño Sosa
Nicolás Patiño Sosa (estado Lara, Venezuela, 1825-Cabudare, estado Lara, 7 de septiembre de 1876) fue comandante militar de venezolano originario de Cabudare, en 1859 fue incorporado al ejército federalista de Ezequiel Zamora . Se unió a la Revolución Liberal de Antonio Guzmán Blanco y asistió a la toma de Caracas (27 de abril de 1870).

## Biografía
Hijo de José Francisco Patiño y de Joaquina Sosa, Nicolás Patiño Sosa fue un larense de condición humilde que trabajó como peón durante sus primeros años. Sin instrucción académica alguna, permaneció analfabeto hasta el día de su muerte.

## Vida militar
Fue incorporado al ejército federalista de Ezequiel Zamora el 2 de septiembre de 1859 y nombrado como comandante militar de Cabudare. Cuando la plaza de Barquisimeto fue evacuada por los federalistas y ante la imposibilidad de sostenerse en Cabudare, se vio en la obligación de retirarse a las selvas de Terepaima, donde mantuvo actividades de guerrilla en la zona.
Como consecuencia de dichas actividades, en noviembre de 1859 las tropas del gobierno tomaron preso a su padre, José Francisco, lo amarraron a la cola de un caballo y fue arrastrado por el viejo camino de Tabure hasta el "Dividivi Mocho". En abril de 1860, Patiño Sosa fue jefe de la guerrilla del sur del estado Barquisimeto. Posteriormente, fue nombrado jefe de operaciones del estado y auxiliar de los estados Coro y Yaracuy, alcanzando así el grado de general.
Después de la firma del Tratado de Coche en abril de 1863, en agosto de 1863 participó en el sitio de Puerto Cabello y fue nombrado comandante de armas de Barquisimeto. Dos años después, fue elegido como el primer gobernador del estado Barquisimeto en sus primeras elecciones, obteniendo 1613 votos. Tomó posesión el 1 de febrero de 1865 y ejerció como presidente del estado hasta 1868. Durante su mandato compra una imprenta y es instalada en una antigua casona de la calle Real de Cabudare, que para ese entonces era la capital del Estado Federal, creando el primer periódico, El Cóndor de Terepaima. Durante su gestión, en abril de 1866 también decidió invadir al estado Yaracuy con el fin de solucionar un problema de división territorial surgido entre ambas entidades. Sin embargo, la intervención personal del presidente Juan Crisóstomo Falcón logró resolver las diferencias.

## Últimos años
Alzado en armas en contra del gobierno de la Revolución Azul en 1869, se incorporó al ejército del general José Ignacio Pulido y participó en la toma de Barquisimeto el 7 de enero de 1870. Junto con Pulido, emprendió la campaña militar hacia Coro, combatiendo en Churuguara y El Guay. Se unió finalmente en Curamichate a la Revolución Liberal de Antonio Guzmán Blanco y asistió en la Toma de Caracas el 27 de abril de 1870.
Muere en Cabudare el 7 de septiembre de 1876. Fue sepultado en el altar mayor de la iglesia de San Juan Bautista de Cabudare, donde se encuentra una plaza que lo señala. En Barquisimeto, la Plaza San Juan lleva su nombre y se colocó un busto en su honor.